# 基姆·布施
基姆·布施（荷蘭語：Kim Busch，1998年6月16日—）来自多德雷赫特，是一名荷兰女子游泳运动员，主攻自由泳和蝶泳，她于2013年移居至埃因霍温，尽管她主要在埃因霍温训练，她仍效力于她家乡的俱乐部MNC多德雷赫特。她一开始练习游泳时是主攻蛙泳，后来她放弃了蛙泳，改为主攻蝶泳和自由泳。